# FIL-Sommerrodel-Cup
Der FIL-Sommerrodel-Cup ist eine Sommerveranstaltung im Rennrodeln. Sie findet seit 1993 im September in Ilmenau (Thüringen) auf der Rennschlittenbahn Ilmenau statt. Veranstalter ist die Fédération Internationale de Luge. Ausrichter ist der Rodelclub Ilmenau.

## Geschichte
Der erste FIL-Sommerrodel-Cup wurde 1993 ausgetragen. Der Cup wird seit 1995 von der Sparkasse Arnstadt-Ilmenau, und in der Saison 1997/98 durch Honda-Deutschland und durch den Honda-Autopark Wöhner unterstützt. Im Jahr 2000 wurde der Prominenten-Cup ins Programm aufgenommen. Seit 2003 gibt es keinen Mannschaftswettbewerb mehr. 2004 wurde ein neuer Wettkampfmodus eingeführt. Die Juniorinnen fordern die Frauen und die Junioren fordern die Männer heraus, mit Qualifikations-, A- und B-Rennen. Seit 2007 gibt es einen Modus für Hoffnungsrennen als K.O.-Rennen.
2017 und 2018 wurde der FIL-Sommerrodel-Cup durch die Forschungsgemeinschaft elektronische Medien auch im Livestream übertragen.

## Sieger
|     | Jahr | Frauen                                  | Männer                                  | Juniorinnen                             | Junioren                                | Jugend 2 weiblich    | Jugend 2 männlich   | Mannschaft  |
| --- | ---- | --------------------------------------- | --------------------------------------- | --------------------------------------- | --------------------------------------- | -------------------- | ------------------- | ----------- |
| 01. | 1993 | –                                       | –                                       | Antje Henninger                         | David Garche                            | Susanne Lutz         | Torsten Griebel     | Thüringen 1 |
|     | Jahr | Frauen                                  | Männer                                  | Junioren 1 weiblich                     | Junioren 1 männlich                     | Junioren 2 weiblich  | Junioren 2 männlich | Mannschaft  |
| 02. | 1994 | Gabriele Kohlisch                       | Jens Müller                             | –                                       | –                                       | Anke Wischnewski     | Falk Roßmann        | Ilmenau 2   |
| 03. | 1995 | Silke Kraushaar                         | Jens Müller                             | Britta Steinmetz                        | Tom Ahner                               | Mandy Oertel         | Andreas Kunze       | Thüringen 1 |
| 04. | 1996 | Silke Kraushaar                         | Jens Müller                             | Sabine Kurth                            | Torsten Griebel                         | Anke Wischnewski     | Andreas Kunze       | Thüringen 1 |
| 05. | 1997 | Silke Kraushaar                         | Jens Müller                             | Sabine Kurth                            | Sascha Münch                            | n. a. S.             | Thomas Florschütz   | Thüringen 1 |
| 06. | 1998 | Silke Kraushaar                         | Jens Müller                             | Sabine Kurth                            | David Möller                            | Denise Hubert        | Jan Eichhorn        | Thüringen   |
| 07. | 1999 | –                                       | –                                       | Anna Orlova                             | Mārtiņš Rubenis                         | –                    | –                   | Thüringen   |
| 08. | 2000 | Silke Kraushaar                         | Jens Müller                             | Sabine Kurth                            | David Möller                            | –                    | –                   | Thüringen   |
| 09. | 2001 | Markéta Jeriová                         | Steffen Skel                            | Stefanie Kappen                         | Daniel Reuß                             | Sabine Kurth         | Anton Hörhager      | Thüringen   |
| 10. | 2002 | Silke Kraushaar                         | Jan Eichhorn                            | Madleine Teuber                         | Daniel Pfister                          | Sabine Kurth         | Andi Langenhan      | Thüringen 1 |
| 11. | 2003 | Silke Kraushaar                         | David Möller                            | Madleine Teuber                         | Matthias Stiebing                       | Julia Flachsenberger | Andi Langenhan      | –           |
|     | Jahr | Damen/Junioren weiblich                 | Herren/Junioren männlich                | Jugend A weiblich                       | Jugend A männlich                       |                      |                     |             |
| 12. | 2004 | Silke Kraushaar                         | Andi Langenhan                          | Sandra Hömberg                          | Manuel Pfister                          | –                    | –                   | –           |
| 13. | 2005 | Anne Heckert                            | David Möller                            | Dajana Eitberger                        | Sascha Benecken                         | –                    | –                   | –           |
| 14. | 2006 | Natalie Geisenberger                    | Andi Langenhan                          | Dajana Eitberger                        | Chris Rohmeiß                           | –                    | –                   | –           |
| 15. | 2007 | Dajana Eitberger                        | David Möller                            | Mareen Bartholomäi                      | Andre Reichert                          | –                    | –                   | –           |
| 16. | 2008 | Dajana Eitberger                        | Johannes Ludwig                         | Saskia Kapfenberger                     | Martin Krkoška                          | –                    | –                   | –           |
| 17. | 2009 | Dajana Eitberger                        | Andi Langenhan                          | Johanna Hodermann                       | Marián Zemaník                          | –                    | –                   | –           |
| 18. | 2010 | Ewelina Staszulonek                     | Johannes Ludwig                         | Maria Naß                               | Florian Küchler                         | –                    | –                   | –           |
| 19. | 2011 | Dajana Eitberger                        | Johannes Ludwig                         | Sahrah Oberhöller                       | Anton Dukatsch                          | –                    | –                   | –           |
| 20. | 2012 | Dajana Eitberger                        | Andi Langenhan                          | Svenja Oestreicher                      | Tobias Jaensch                          | –                    | –                   | –           |
| 21. | 2013 | Dajana Eitberger                        | Daniel Rothamel                         | Sabrina Salchner                        | Jonas Jannusch                          | –                    | –                   | –           |
| 22. | 2014 | Dajana Eitberger                        | Andi Langenhan                          | Madeleine Egle                          | Max Langenhan                           | –                    | –                   | –           |
| 23. | 2015 | Dajana Eitberger                        | Sascha Benecken                         | Antonia Weisemann                       | David Nößler                            | –                    | –                   | –           |
| 24. | 2016 | Dajana Eitberger                        | Andi Langenhan                          | Vanessa Schneider                       | Jakob Jannusch                          | –                    | –                   | –           |
| 25. | 2017 | Dajana Eitberger                        | Andi Langenhan                          | Vanessa Schneider                       | Tomáš Vaverčák                          | –                    | –                   | –           |
| 26. | 2018 | Dajana Eitberger                        | Andi Langenhan                          | Lisa Lerch                              | Nico Baum                               | –                    | –                   | –           |
| 27. | 2019 | Jessica Degenhardt                      | Johannes Ludwig                         | Pauline Patz                            | Jonas Zander                            | –                    | –                   | –           |
| 28. | 2020 | aufgrund der COVID-19-Pandemie abgesagt | aufgrund der COVID-19-Pandemie abgesagt | aufgrund der COVID-19-Pandemie abgesagt | aufgrund der COVID-19-Pandemie abgesagt | –                    | –                   | –           |
| 28. | 2021 | Julia Taubitz                           | Johannes Ludwig                         | Clara Linda Ruß                         | Paul Socher                             | –                    | –                   | –           |
| 29. | 2022 | Dajana Eitberger                        | Max Langenhan                           | Sarah Marie Pflaume                     | Johannes Scharnagl                      | –                    | –                   | –           |
| 30. | 2023 | Elisa-Marie Storch                      | Max Langenhan                           | Alexandra Oberstolz                     | Paul Socher                             | –                    | –                   | –           |

## Häufigste Siege
| Platz | Name              | Siege |
| ----- | ----------------- | ----- |
| 1.    | Dajana Eitberger  | 14    |
| 2.    | Andi Langenhan    | 10    |
| 3.    | Silke Kraushaar   | 8     |
| 4.    | Jens Müller       | 6     |
| 4.    | Sabine Kurth      | 6     |
| 6.    | David Möller      | 5     |
| 6.    | Johannes Ludwig   | 5     |
| 8.    | Anke Wischnewski  | 2     |
| 8.    | Andreas Kunze     | 2     |
| 8.    | Jan Eichhorn      | 2     |
| 8.    | Madleine Teuber   | 2     |
| 8.    | Max Langenhan     | 2     |
| 8.    | Sascha Benecken   | 2     |
| 8.    | Vanessa Schneider | 2     |